# Escolives-Sainte-Camille
Escolives-Sainte-Camille ist eine französische Gemeinde mit 714 Einwohnern (Stand: 1. Januar 2022) im Département Yonne in der Region Bourgogne-Franche-Comté (vor 2016 Bourgogne); sie gehört zum Arrondissement Auxerre und zum Kanton Vincelles. Die Einwohner werden Escolivois genannt.

## Geographie
Escolives-Sainte-Camille liegt etwa 10 Kilometer südlich des Stadtzentrums von Auxerre an der Yonne, die die Gemeinde im Osten und Nordosten begrenzt. Durch die Gemeinde führt der Canal du Nivernais. Umgeben wird Escolives-Sainte-Camille von den Nachbargemeinden Auxerre im Norden und Nordwesten, Champs-sur-Yonne im Nordosten, Saint-Bris-le-Vineux im Osten, Vincelles im Süden und Südosten, Coulanges-la-Vineuse im Westen und Südwesten sowie Jussy im Westen.

## Bevölkerungsentwicklung
| Jahr                       | 1962 | 1968 | 1975 | 1982 | 1990 | 1999 | 2006 | 2018 |
| Einwohner                  | 368  | 344  | 368  | 423  | 508  | 679  | 714  | 695  |
| Quellen: Cassini und INSEE |      |      |      |      |      |      |      |      |

## Sehenswürdigkeiten
- romanische Kirche Saint-Pierre aus dem 11./12. Jahrhundert, seit 1920 Monument historique
- Kirche Saint-Christophe aus dem 18. Jahrhundert, seit 1947 Monument historique
- gallorömische und merowingische Fundstelle, seit 1992 Monument historique
- Schloss Belombre aus dem 18. Jahrhundert, seit 1977/1993 Monument historique
- Schloss Le Saulce aus dem 18. Jahrhundert, seit 2008 Monument historique

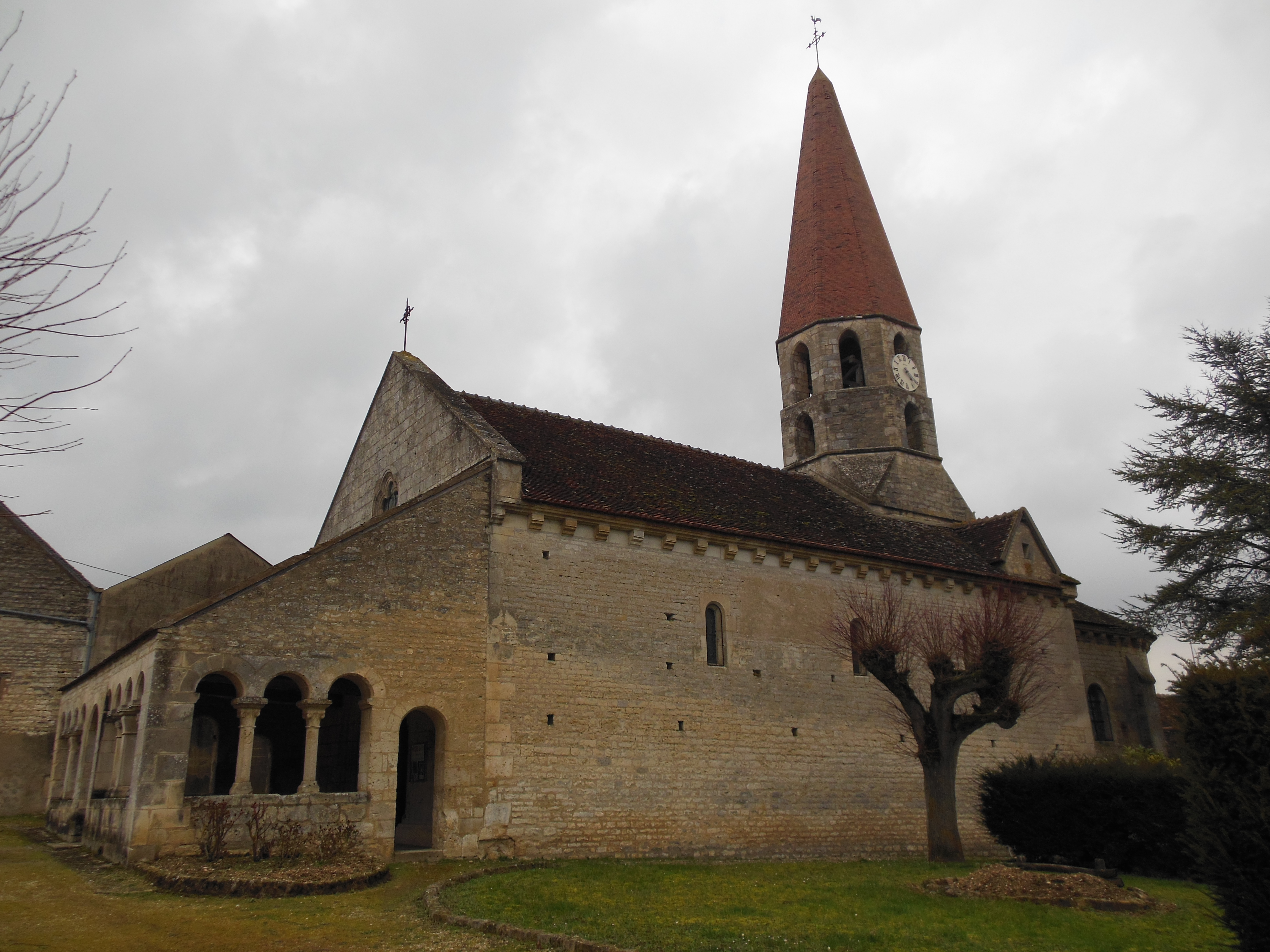
Kirche Saint-Pierre
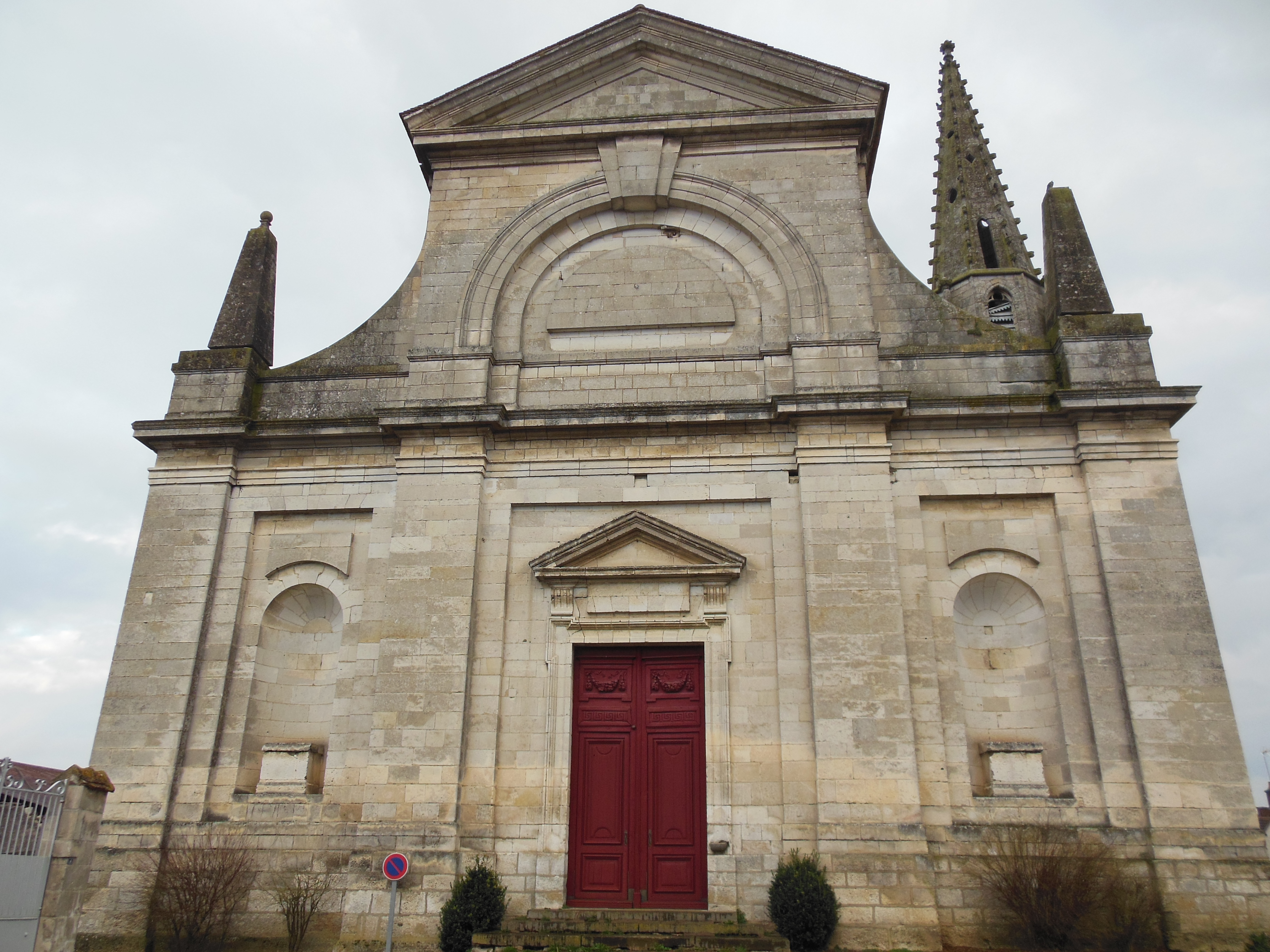
Kirche Saint-Christophe
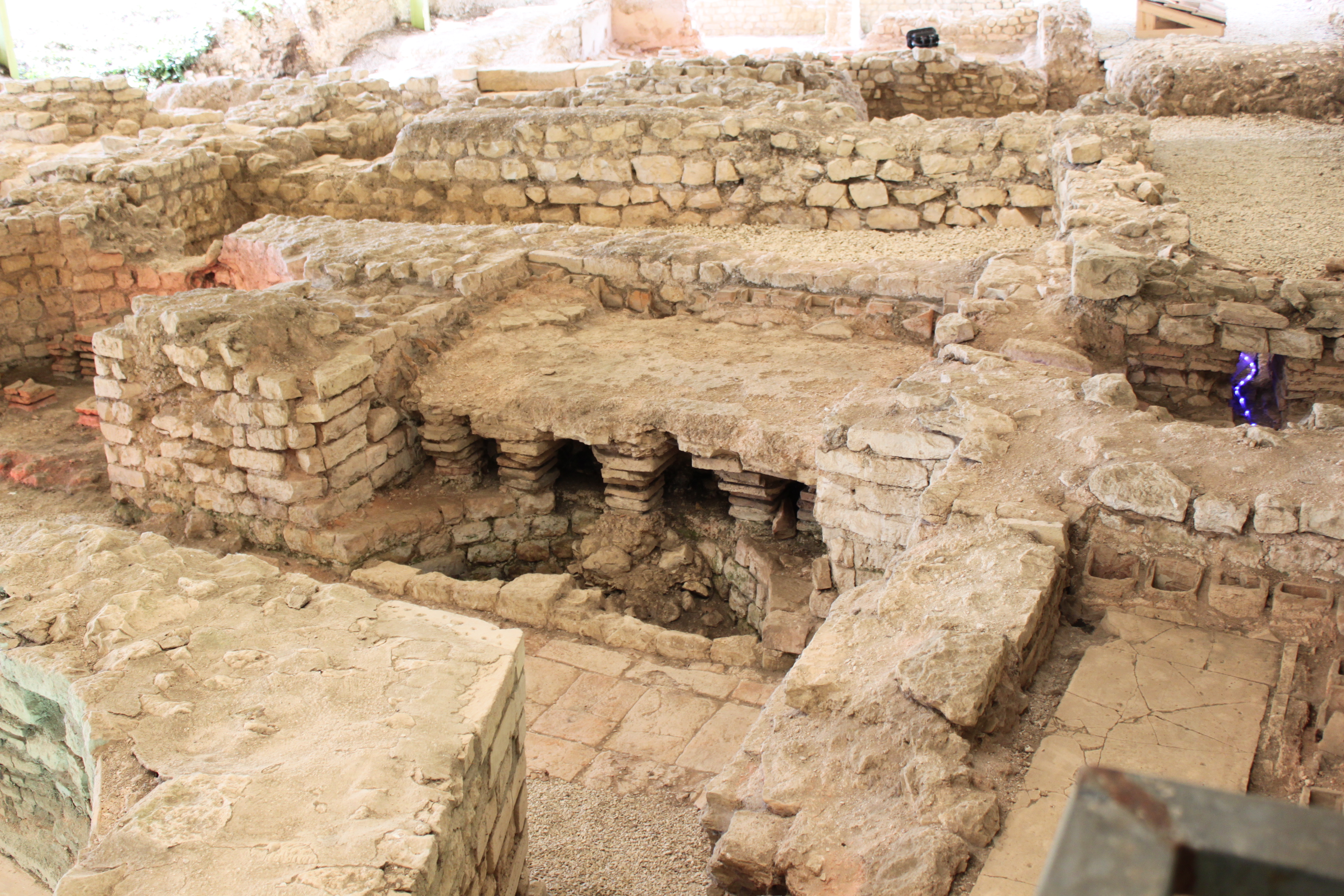
Archäologische Fundstelle